# Cyclura stejnegeri
Cyclura stejnegeri är en ödla i familjen leguaner som förekommer i Västindien. Populationen infogades en längre tid i noshornsleguan (Cyclura cornuta) och sedan 2016 godkänns den som art. Artepitet i det vetenskapliga namnet hedrar den norska zoologen Leonhard Hess Stejneger.
Hannar blir utan svans upp till 53 cm långa.

## Utbredning
Arten förekommer endemisk på ön Mona som tillhör Puerto Rico och som ligger mellan Puerto Rico och Hispaniola. Ödlan lever i låglandet upp till 80 meter över havet. Mona är klippig med lövfällande träd, buskar, kaktusväxter och epifyter. Grunden består av kalksten och regnet upptas direkt så att inga vattendrag eller pölar bildas. I klipporna skapas hålrum som används av Cyclura stejnegeri som gömställe.

## Ekologi
Det finns endast ett fåtal ställen med mjuk mark som används av honor för att gömma äggen. Dessa platser försvaras av hannar som vill para sig med honorna. Några hannar stannar hela året i samma område och andra etablerar reviret under parningstiden. Honor blir tidigast könsmogna när de är 3,5 år gamla och annars efter 5 år. Parningen sker under juni när vädret är gynnsamt. Honan lägger ungefär 12 ägg och ungarna kläcks i genomsnitt efter 83 dagar. Nykläckta ungar har en längd på 11 cm (utan svans) och en vikt på 75 g. Exemplaren lever vanligen 20 år och ibland upp till 40 år. Äggens och ungarnas färgsättning antas vara ett skydd mot rovlevande fåglar.

## Hot
Äggen äts av introducerade vildsvin och ungarna jagas av katter. Frigående getter kan trampa på äggen. Hur husmöss och råttor påverkar beståndet är okänt. Ibland flyttas andra leguaner av oaktsamma personer till ön. De måste avlägsnas av myndigheterna. Blad och barr från invasiva växter som Swietenia mahagoni och Casuarina equisetifolia skapar ett skikt som är olämpligt för äggläggningen. Bon som ligger nära stranden översvämmas under tropiska orkaner. På ön finns inga fasta mänskliga bosättningar, men det förekommer tillfälliga besökare som campar. Enligt uppskattningar minskade hela populationen med 75 procent mellan åren 1940 och 2000. Fram till 2019 ökade populationen lite grann. Ön är ungefär 80 km² stor. IUCN listar Cyclura stejnegeri som akut hotad (CR).